# Награды НБА
В Национальной баскетбольной ассоциации (НБА) существует 12 ежегодных наград для чествования команд и игроков за их вклад. Высшей наградой за победу в чемпионате является Кубок Ларри О’Брайена. Впервые кубок был представлен в 1978 году, вручается ежегодно победителю финальных игр НБА.
Чемпионский трофей НБА впервые был присужден после первого финала НБА в 1947 году. В 1964 году он был назван в честь первоначального владельца Бостон Селтикс Уолтера А. Брауна, который сыграл роль в объединении Баскетбольной ассоциации Америки и Национальной баскетбольной лигой в НБА в 1949 году. Кубок Уолтера А. Брауна вручали чемпиону НБА до 1978 года, когда впервые был представлен новый дизайн трофея хотя сохранил название кубка в честь Уолтера А. Брауна. В 1984 году трофей был переименован в честь бывшего комиссара НБА Ларри О’Брайена, занимавшего эту должность с 1975 по 1983 годы.
Первыми индивидуальными наградами в НБА были Самый ценный игрок Матча всех звёзд НБА и Новичок года, которые появились в 1953 году. Впервые в 1956 году вручили награду MVP — самому ценному игроку по итогом регулярного сезона. Впервые в 1969 году была представлена индивидуальная награда за игры в финале − Самый ценный игрок финала НБА. Титул менеджер года − единственная награда, которую не представляет НБА. Её ежегодно присуждает журнал Sporting News, хотя награда признается НБА.

## Командные награды
| Фото | Награда                          | Дата создания | Описание | Текущий владелец      |
| ---- | -------------------------------- | ------------- | --- | --------------------- |
|      | Кубок Ларри О’Брайена            | 1977          | Награждают победителей финала НБА. | Бостон Селтикс        |
|      | Кубок Уолтера А. Брауна          | 1947          | Кубком награждали победителей финала НБА, заменен на Кубок Ларри О’Брайена. | Нет, заменен в 1977   |
|      | Кубок Боба Коузи                 | 2001          | Вручается команде-победительнице финала Восточной конференции. Переименован в честь разыгрывающего защитника Боба Коузи в 2022 году. | Бостон Селтикс        |
|      | Кубок Оскара Робертсона          | 2001          | Вручается команде-победительнице финала Западной конференции. Переименован в честь разыгрывающего защитника Оскара Робертсона в 2022 году. | Даллас Маверикс       |
|      | Кубок Мориса Подолофа            | 2023          | Вручается команде, показавшей лучший результат в регулярном сезоне. Назван в честь Мориса Подолофа, который занимал пост комиссара НБА с 1946 по 1963 год. Предыдущий трофей Мориса Подолофа вручался до 2021 года самому ценному игроку регулярного чемпионата НБА. | Бостон Селтикс        |
|      | Кубок НБА                        | 2023          | Вручается команде-победительнице Кубка НБА. | Милуоки Бакс          |
|      | Кубок Нэта «Свитуотера» Клифтона | 2022          | Вручается команде, занявшей первое место в Атлантическом дивизионе. Назван в честь Нэта Клифтона, первого афроамериканского игрока, подписавшего контракт с НБА. | Бостон Селтикс        |
|      | Кубок Уэйна Эмбри                | 2022          | Вручается команде, занявшей первое место в Центральном дивизионе. Назван в честь Уэйна Эмбри, первого афроамериканца — генерального менеджера и президента команды НБА.                                                                                              | Милуоки Бакс          |
|      | Кубок Эрла Ллойда                | 2022          | Вручается команде, занявшей первое место в Юго-Восточном дивизионе. Назван в честь Эрла Ллойда, первого афроамериканского игрока, сыгравшего в НБА. | Орландо Мэджик        |
|      | Кубок Уиллиса Рида               | 2022          | Вручается команде, занявшей первое место в Юго-Западном дивизионе. Назван в честь игрока, тренера и генерального менеджера Уиллиса Рида. | Даллас Маверикс       |
|      | Кубок Сэма Джонса                | 2022          | Вручается команде, занявшей первое место в Северо-Западном дивизионе. Назван в честь атакующего защитника Сэма Джонса | Оклахома-Сити Тандер  |
|      | Кубок Чака Купера                | 2022          | Вручается команде, занявшей первое место в Тихоокеанском дивизионе. Назван в честь Чака Купера, первого афроамериканского игрока, задрафтованного командой НБА. | Лос-Анджелес Клипперс |

## Индивидуальные награды
| Награда                                             | Дата создания | Описание | Текущий владелец (команда)                                        | Примечание |
| --------------------------------------------------- | ------------- | --- | ----------------------------------------------------------------- | ---------- |
| Самый ценный игрок Матча всех звёзд НБА             | 1951          | Награждается самый ценный игрок Матча всех звёзд по результатам голосования представителей прессы. | Стеффен Карри (Голден Стэйт Уорриорз)                             | [ 1 ]      |
| Новичок года НБА (Кубок Эдди Готлиба)               | 1952/53       | Награждается лучший Новичок года НБА по результатам регулярного сезона, определяется по итогам голосования спортивных журналистов, каждый из которых называет трёх лучших игроков. | Скотти Барнс (Торонто Рэпторс)                                    | [ 2 ]      |
| Самый ценный игрок (Кубок Мориса Подолоффа)         | 1955/56       | Награждается лучший игрок регулярного сезона НБА, определяется по итогам голосования спортивных журналистов, каждый из которых называет трёх лучших игроков. | Никола Йокич (Милуоки Бакс)                                       | [ 3 ]      |
| Тренер года НБА (Кубок Рэда Ауербаха)               | 1962/63       | Награждается лучший тренер по результатам регулярного сезона НБА, определяется по итогам голосования спортивных журналистов, каждый из которых называет трёх лучших тренеров. | Монти Уильямс (Финикс Санс)                                       | [ 4 ]      |
| Самый ценный игрок финала НБА (Кубок Билла Рассела) | 1969          | Награждается самый лучший игрок финальных игр НБА, определяется голосованием. | Стеффен Карри (Торонто Рэпторс)                                   | [ 5 ]      |
| Менеджер года НБА                                   | 1972/73       | Титул «Менеджер года Национальной баскетбольной ассоциации» ежегодно присуждается лучшему менеджеру по итогам регулярного сезона. Определяется голосованием среди 30 менеджеров команд. | Джон Хорст (Милуоки Бакс)                                         | [ 6 ]      |
| Приз имени Дж. Уолтера Кеннеди                      | 1974/75       | Вручается ежегодно Ассоциацией профессиональных баскетбольных писателей (англ. Professional Basketball Writers Association ) игроку или тренеру, проявившему себя в общественной и благотворительной деятельности по итогам регулярного сезона. | Дамиан Лиллард (Портленд Трэйл Блэйзерс)                          | [ 7 ]      |
| Лучший оборонительный игрок НБА                     | 1983/84       | Лучший оборонительный игрок Национальной баскетбольной ассоциации определяется голосованием 125 спортивных журналистов, каждый из которых называет трёх лучших игроков. | Руди Гобер (Юта Джаз)                                             | [ 8 ]      |
| Лучший шестой игрок                                 | 1983/84       | Наградой «Лучший шестой игрок», отмечают лучшего запасного в НБА. Определяется по итогам голосования спортивных журналистов, каждый из которых называет трёх лучших игроков. | Луис Уильямс (Лос-Анджелес Клипперс)                              | [ 9 ]      |
| Самый прогрессирующий игрок НБА                     | 1985/86       | Приз игроку НБА, достигшему максимального прогресса в течение регулярного сезона. Спортивные журналисты из США и Канады голосуют за трёх лучших игроков из списка. За первое место начисляется 5 очков, за второе 3, а за третье — 1. Баскетболист, набравший наибольшее количество баллов по итогам голосования, признается самым прогрессирующим игроком сезона. | Паскаль Сиакам (Торонто Рэпторс)                                  | [ 10 ]     |
| Приз за спортивное поведение (Кубок Джо Думарса)    | 1995/96       | Ежегодный приз игроку НБА, демонстрирующему в течение регулярного сезона максимально корректное поведение на площадке, олицетворяя принцип «fair play» и демонстрируя идеалы в спорте. | Кемба Уокер (Шарлотт Хорнетс)                                     | [ 11 ]     |
| Награда Лучшему одноклубнику имени Тваймена-Стоукса | 2012/13       | Награда лучшему одноклубнику, который иллюстрирует самоотверженную игру, приверженность и преданность своей команде, как проголосовали игроки НБА. | Джамал Кроуфорд (Миннесота Тимбервулвз)                           | [ 12 ]     |
| Награда за жизненные достижения                     | 2016/17       | Награждается игрок НБА, который внёс большой вклад в развитие НБА. | Ларри Бёрд (Бостон Селтикс) Мэджик Джонсон (Лос-Анджелес Лейкерс) | [ 13 ]     |

## Сборные
| Награда                   | Год создания | Описание | Ссылка |
| ------------------------- | ------------ | --- | ------ |
| Сборная всех звёзд        | 1947         | Символическая команда, составленная из лучших игроков Национальной баскетбольной ассоциации по итогам регулярного сезона. Состав сборной определяется голосованием спортивных журналистов и комментаторов в США и Канаде. | [ 14 ] |
| Сборная новичков          | 1963         | Символическая команда, составленная тренерами ассоциации из лучших новичков сезона Национальной баскетбольной ассоциации.                                                                                                 | [ 15 ] |
| Сборная всех звёзд защиты | 1969         | Символическая команда, составленная из лучших обороняющихся игроков Национальной баскетбольной ассоциации по итогам регулярного сезона. Состав сборной определяется голосованием тренеров команд.                         | [ 16 ] |